# Antonio Pérez Henares
Antonio Pérez Gómez, més conegut com a Antonio Pérez Henares o Chani és un escriptor i periodista espanyol nascut a Bujalaro (Guadalajara) el 15 d'octubre de 1953.

## Biografia

### Trajectòria com a escriptor
És autor de la trilogia basada en la prehistòria peninsular formada pels llibres Nublares, El hijo de la Garza i El último cazador. És també l'autor de La mirada del lobo on recrea el moment del Paleolític on el llop, que és l'origen de tots els gossos, i l'home van enllaçar el vincle que encara avui perdura. De les seves obres de narrativa destaquen El río de la Lamia i La cruzada del perro (guanyadora del Premi Tigre Juan) i dels llibres de viatges cal destacar Un sombrero para siete viajes i El pájaro de la aventura. La seva última obra, Yo, que sí que corrí delante de los grises és una memòria emocional dels darrers anys del franquisme que durant la seva compromesa joventut va viure i va patir de manera molt intensa.
A més a més, ha escrit també obres destacades sobre la societat espanyola com són Los nueve señores feudales (l'estudi recent més important sobre la propietat de la terra), Nobles y plebeyos i La conducta sexual de los españoles, escrit amb la col·laboració de Carlos Malo de Molina.
Ha escrit també dos llibres de poesia: Animales, vegetales y minerales i El vuelo de la Garza.

### Trajectòria com a periodista
Exerceix com a periodista des dels 18 anys, quan va començar a treballar al diari Pueblo. Posteriorment va treballar en altres mitjans com Mundo Obrero, òrgan del PCE, partit en el que militava des de 1968, Tiempo, El Globo i la Cadena Ser. El 1989 va entrar a formar part de l'staff directiu de Tribuna, una publicació que posteriorment va dirigir entre el 1996 i el 1999. Entre el 2000 i el 2007 va ser coordinador d'edicions especials del diari La Razón i d'allà va passar al grup Negocio, del qual va ser director fins al 2012. Actualment exerceix de director de publicacions a Promecal, una editora d'aproximadament una desena de diaris a les comunitats autònomes de Castella i Lleó i Castella-La Manxa. A més a més, col·labora de manera habitual com a comentarista polític a la COPE, a RNE, a TVE, a La Sexta, a 13 TV, a Telemadrid, a la televisió de Castella-La Manxa i a altres canals autonòmics. Les seves columnes d'opinió es publiquen a La Razón i, gràcies a Europa Press, a més de 40 diaris de tot Espanya. Escriu el blog La Marea a Periodista Digital. Políticament, però, se l'ha vinculat darrerament a Ciudadanos.

## Obres
- Yo, que sí corrí delante de los grises (2013)[4]